# Eurypegasus draconis
Eurypegasus draconis је зракоперка из реда Gasterosteiformes.

## Угроженост
Подаци о распрострањености ове врсте су недовољни.

## Распрострањење
Ареал врсте Eurypegasus draconis обухвата морско подручје уз већи број држава. 
Врста је присутна у Филипинима, Кини, Вијетнаму, Аустралији, Јапану, Индонезији, Египту, Израелу, Судану, Сомалији, Јужноафричкој Републици, Мадагаскару, Мозамбику, Танзанији, Фиџију, Маршалским острвима, Вануатуу, Папуи Новој Гвинеји, Маурицијусу и Малдивима.

## Станиште
Врста живи у мору.